# فرد أندرسون (لاعب كرة قدم أمريكية)
فرد أندرسون (بالإنجليزية: Fred Anderson)‏ هو لاعب كرة قدم أمريكية أمريكي، ولد في 30 أكتوبر 1954.

## وصلات خارجية
- فرد أندرسون على موقع مرجع كرة القدم المحترفة.كوم (الإنجليزية)